# Awaria techniczna
Awaria techniczna – zgodnie z Ustawą o stanie klęski żywiołowej jest to gwałtowne, nieprzewidziane uszkodzenie lub zniszczenie obiektu budowlanego, urządzenia technicznego lub systemu urządzeń technicznych powodujące przerwę w ich używaniu lub utratę ich właściwości. Awaria techniczna zawiera się w szerszym pojęciu jakim jest klęska żywiołowa.
Podstawowe awarie techniczne:
- Awarie sieci energetycznych mogą być spowodowane wyładowaniami atmosferycznymi np. podczas burzy, czego efektem będą skoki napięcia w sieci elektrycznej. Również mokry śnieg i łamiące się pod jego naporem gałęzie mogą uszkadzać wiszące przewody. W przypadku, gdy piorun uderzy w dom lub mieszkanie, może zdarzyć się, że wszystkie urządzenia elektryczne ulegną uszkodzeniu. Nie tylko niesprzyjające warunki pogodowe mogą być przyczyną przerwy w dostawach prądu, mogą powodować je również nieumiejętnie prowadzone prace remontowe[2].

- Awarie sieci wodociągowej mogą występować na skutek jednorazowych zdarzeń losowych, ingerencji człowieka, ale najczęstszą przyczyną awarii występującą w sieciach wodociągowych są m.in. pęknięcia rur wodociągowych. Bardzo często zdarza się, że są to rury stare, wykonane z żeliwa, a wyeksploatowanie tego materiału doprowadza do awarii[2].

- Awarie instalacji gazowej mogą być powodem wypadków. Ulatniający się gaz gromadzi się w pomieszczeniu, w przypadku nagromadzenia się dużej ilości gazu iskra może spowodować wybuch[2].

- Awarie telekomunikacyjne są związane z częściową lub całkowitą blokadą sieci przesyłowej, spowodowaną najczęściej za sprawą katastrofy naturalnej lub awarią infrastruktury telekomunikacyjnej.

- Katastrofą budowlaną jest niezamierzone, gwałtowne zniszczenie obiektu budowlanego lub jego części, a także konstrukcyjnych elementów rusztowań, elementów urządzeń formujących, ścianek szczelnych i obudowy wykopów[3].